# Religionen in der Slowakei

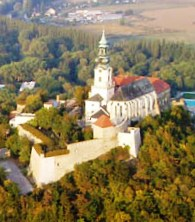
Kathedrale St. Emmeram in Nitra, älteste Kirche der Slowakei

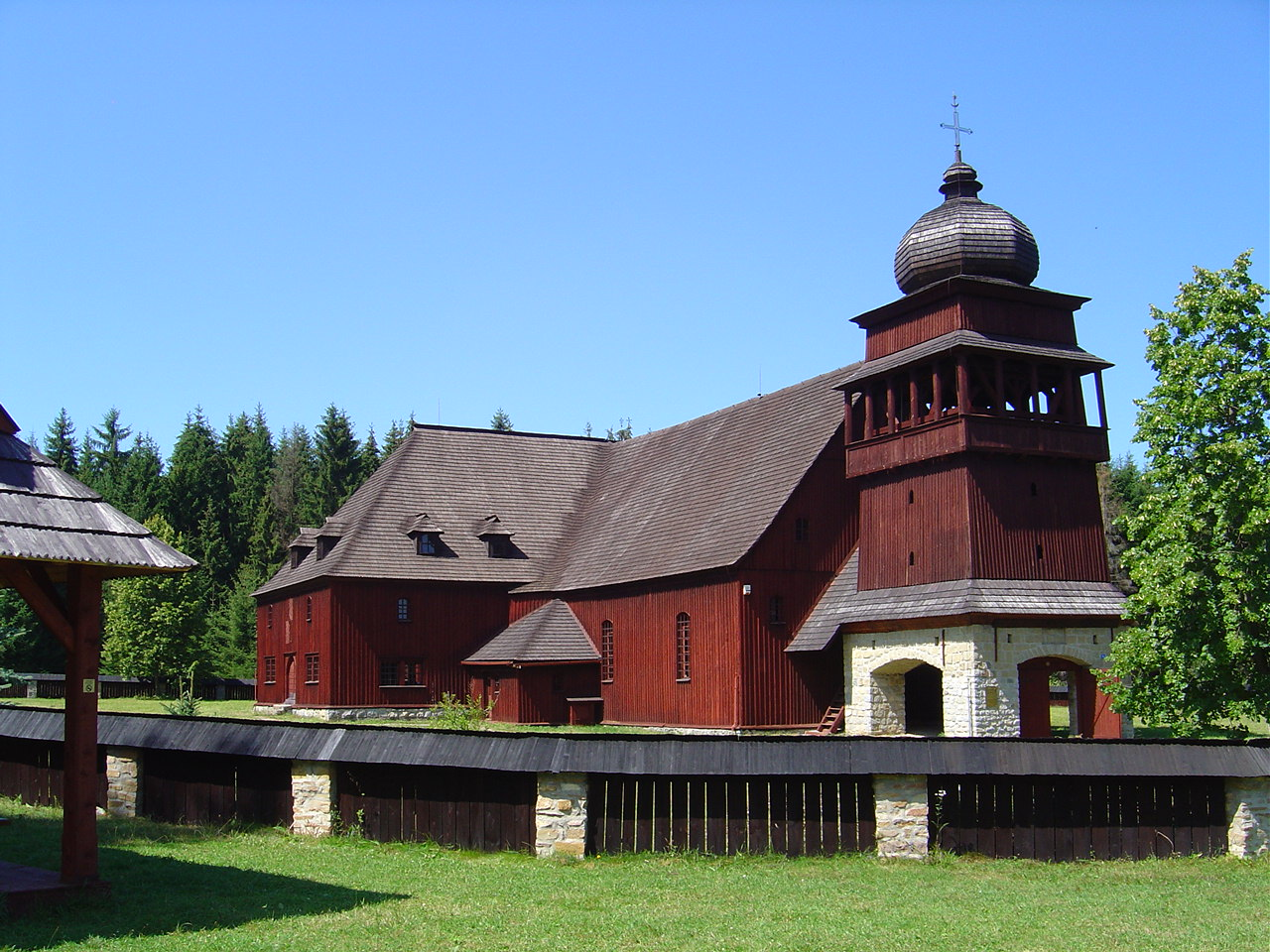
Lutherische Holzkirche in Svätý Kríž

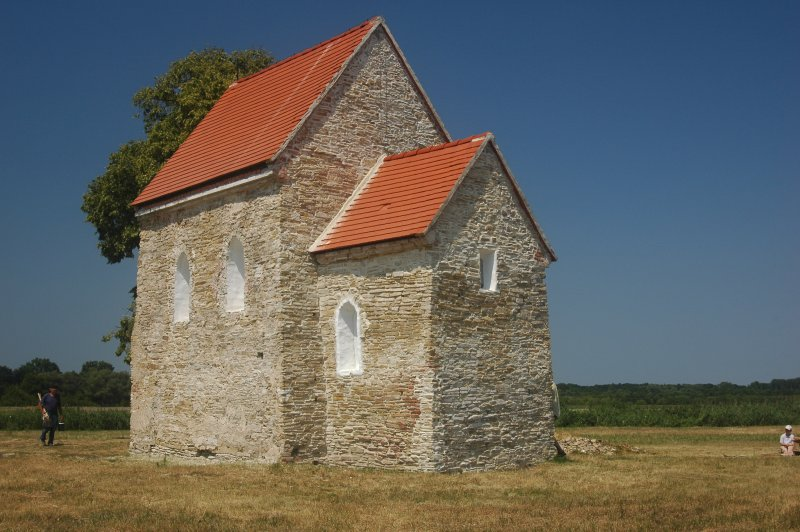
Kirche St. Margareta in Kopčany, 9. Jahrhundert

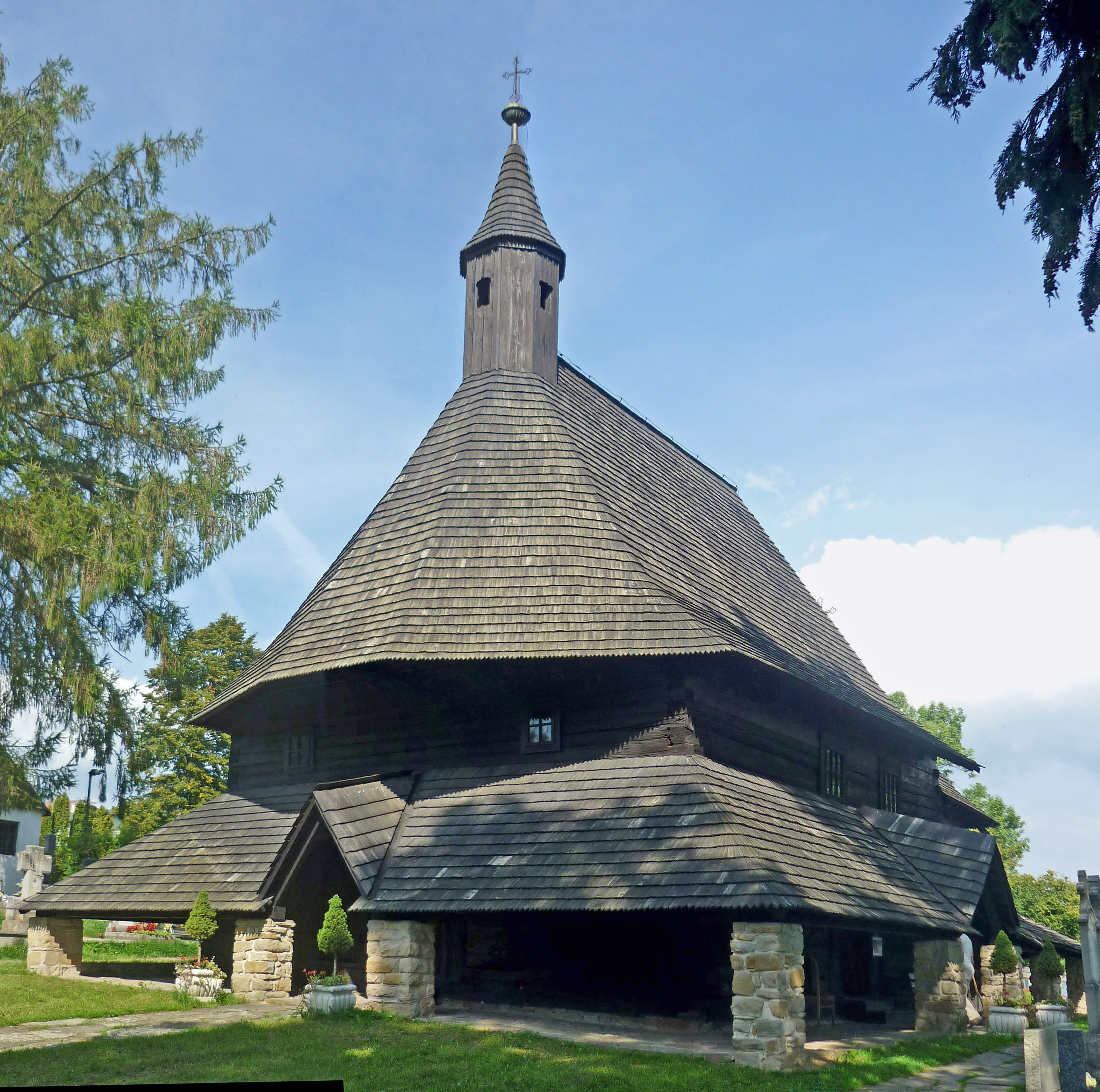
Holzkirche in Tvrdošín, 15./16. Jahrhundert, Weltkulturerbe

Die Religionen in der Slowakei sind vor allem die römisch-katholische Kirche und weitere christliche Kirchen und Gemeinschaften.

## Gegenwart
Die größte Kirche ist die römisch-katholische Kirche, zu der sich 2011 65,8 % der Bevölkerung zählten, die Lateinische Kirche zählte 62 %, daneben gibt es die griechisch-katholische Kirche, besonders im Nordosten bei den Ruthenen, die 3,8 % zählte. Die Evangelische Kirche Augsburgischen Bekenntnisses (lutherisch), die Reformierte Kirche, die Orthodoxe Kirche, sowie die Altkatholische Kirche, die Neuhussitische Kirche, Baptisten, Methodisten, Zeugen Jehovas und weitere Gemeinschaften. Zu Muslimen, Juden und Buddhisten zählen sich jeweils einige tausend Personen. Ohne Religion oder ohne Angaben sind insgesamt 24 % der Bevölkerung.
Statistik
| Bevölkerung der Slowakei nach Religionsbekenntnis                                                           |                             |                   |                             |                   |                             |                   |
| | Volkszählung 2011           | Volkszählung 2011 | Volkszählung 2001           | Volkszählung 2001 | Volkszählung 1991           | Volkszählung 1991 |
| Religion | Anzahl                      | %                 | Anzahl                      | %                 | Anzahl                      | %                 |
| Römisch-katholische Kirche in der Slowakei Lateinische Kirche Griechisch-katholische Kirche in der Slowakei | 3.554.148 3.347.277 206.871 | 65,8 62,0 3,8     | 3.927.951 3.708.120 219.831 | 73,0 68,9 4,1     | 3.365.853 3.187.120 178.733 | 63,8 60,4 3,4     |
| Evangelische Kirche Augsburgischen Bekenntnisses in der Slowakei                                            | 316.250                     | 5,9               | 372.858                     | 6,9               | 326.397                     | 6,2               |
| Reformierte Kirche                                                                                          | 98.797                      | 1,8               | 109.735                     | 2,0               | 82.545                      | 1,6               |
| Orthodoxe Kirche der Tschechischen Länder und der Slowakei                                                  | 49.133                      | 0,9               | 50.363                      | 0,9               | 34.376                      | 0,7               |
| Zeugen Jehovas                                                                                              | 17.222                      | 0,3               | 20.630                      | 0,4               | 10.501                      | 0,2               |
| Evangelisch-methodistische Kirche                                                                           | 10.328                      | 0,2               | 7.347                       | 0,1               | 4.359                       | 0,1               |
| Kresťanské zbory (Christl. Gemeinden in der Slowakei)                                                       | 7.720                       | 0,1               | 6.519                       | 0,1               | 700                         | 0,0               |
| Apostolische Kirche                                                                                         | 5.831                       | 0,1               | 3.905                       | 0,1               | 1.116                       | 0,0               |
| Baptisten                                                                                                   | 3.486                       | 0,1               | 3.562                       | 0,1               | 2.465                       | 0,0               |
| Brüderbewegung                                                                                              | 3.396                       | 0,1               | 3.217                       | 0,1               | 1.867                       | 0,0               |
| Siebenten-Tags-Adventisten                                                                                  | 2.915                       | 0,1               | 3.429                       | 0,1               | 1.721                       | 0,0               |
| Juden in der Slowakei                                                                                       | 1.999                       | 0,0               | 2.310                       | 0,0               | 912                         | 0,0               |
| Tschechoslowakische Hussitische Kirche                                                                      | 1.782                       | 0,0               | 1.696                       | 0,0               | 625                         | 0,0               |
| Altkatholische Kirche der Slowakei                                                                          | 1.687                       | 0,0               | 1.733                       | 0,0               | 882                         | 0,0               |
| Bahai | 1.065                       | 0,0               | n. a.                       | n. a.             | n. a.                       | n. a.             |
| Kirche Jesu Christi der Heiligen der Letzten Tage                                                           | 972                         | 0,0               | 58                          | 0,0               | 91                          | 0,0               |
| Neuapostolische Kirche                                                                                      | 166                         | 0,0               | 22                          | 0,0               | 188                         | 0,0               |
| Weitere Religionsgemeinschaften                                                                             | 23.340                      | 0,4               | 6.214                       | 0,1               | 6.094                       | 0,1               |
| Ohne Religion                                                                                               | 725.362                     | 13,4              | 697.308                     | 13,0              | 515.551                     | 9,8               |
| Keine Angabe                                                                                                | 571.437                     | 10,6              |                             |                   |                             |                   |
| Gesamt | 5.397.036                   | 100               | 5.379.455                   | 100               | 5.274.335                   | 100               |

## Geschichte

### Frühgeschichte

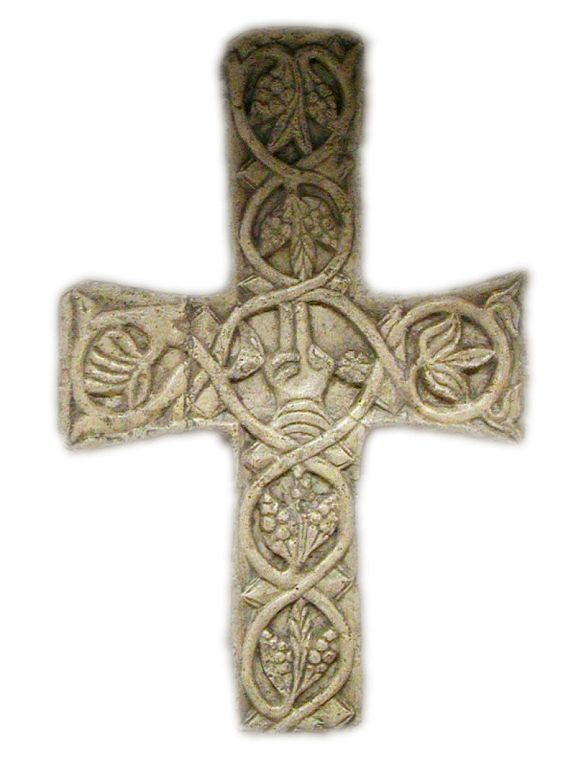
Frühchristliches Steinkreuz von Rusovce

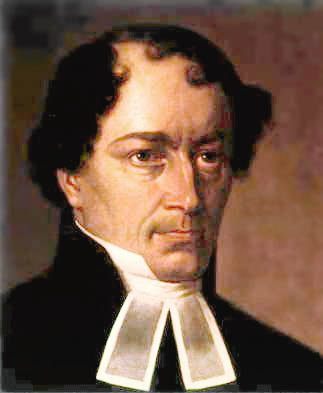
Ján Kollár, lutherischer Pfarrer und Lyriker

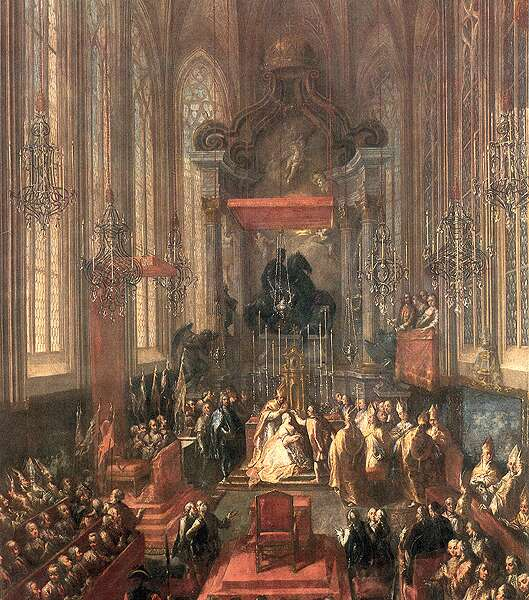
Krönung von Maria Theresia zur Königin von Ungarn im Martinsdom in Pressburg 1741

Die ältesten Religionen waren traditionelle Kulte der einheimischen Bevölkerung. Mit der römischen Besatzung kamen seit dem 2./3. Jahrhundert wahrscheinlich auch einige Christen als Soldaten und Kolonisten in Gebiete der heutigen Slowakei.
Im 9. Jahrhundert gab es Missionsversuche vom bayerischen Bistum Passau. Um 828/832 soll die erste Kirche in der Burg des Fürsten Pribina in Nitra gegründet worden sein. Die Tätigkeit der byzantinisch-orthodoxen Mönche Kyrill und Method im Mährerreich wurde im slowakischen Gebiet erschwert, der erste katholische Bischof Wiching für Nitra kam aus Bayern.

### Im unabhängigen Königreich Ungarn
Im frühen 11. Jahrhundert sollen die Heiligen Svorad und Benedikt am Berg Zobor im dortigen Kloster gelebt haben. In dieser Zeit wurde das Gebiet in die Bistumsorganisation des ungarischen Staates eingegliedert. Im 12. Jahrhundert wurde wieder ein Bistum in Nitra für das Gebiet der heutigen Slowakei errichtet. In den folgenden Jahrhunderten entstanden zahlreiche Klöster und Kirchen. Es gab auch jüdische Gemeinden in einigen Städten.
Der theologische Einfluss der Hussiten aus dem benachbarten Böhmen blieb im 15. Jahrhundert wahrscheinlich gering, da diese vor allem mit Überfällen und Zerstörungen in das Land kamen.

### Unter den Habsburgern
Nach dem Einfall der Türken nach Ungarn verlagerte sich der Sitz des Erzbistums Esztergom seit 1543 nach Trnava in der unbesetzten Slowakei (Oberungarn). Seit 1563 wurden die ungarischen Könige im Martinsdom in Preßburg gekrönt.
Vor allem in den von Deutschen besiedelten Gebieten der Zips entstanden in dieser Zeit in vielen Städten und Dörfern viele reformatorische lutherische Gemeinden. 1610 einigten diese sich auf der Synode von Žilina. Durch eine teilweise recht brutale Gegenreformation (Blutgericht von Eperjes) setzte sich in den folgenden Jahrzehnten jedoch wieder der Katholizismus als vorherrschende Konfession durch.
1756 wurde die erste Bibel in slowakischer Sprache durch Kamaldulensermönche geschaffen.
In der nationalen Bewegung der Slowaken seit etwa 1780 spielten katholische und evangelische Geistliche eine führende Rolle. So schuf der katholische Priester Anton Bernolák 1787 eine erste Orthographie und Grammatik für die slowakische Sprache. Die lutherischen Pfarrer und Schriftsteller Ján Kollár, Ján Chalupka, Michal Miloslav Hodža und Jozef Miloslav Hurban waren führende Persönlichkeiten, auch beim slowakischen Aufstand von 1848/49.

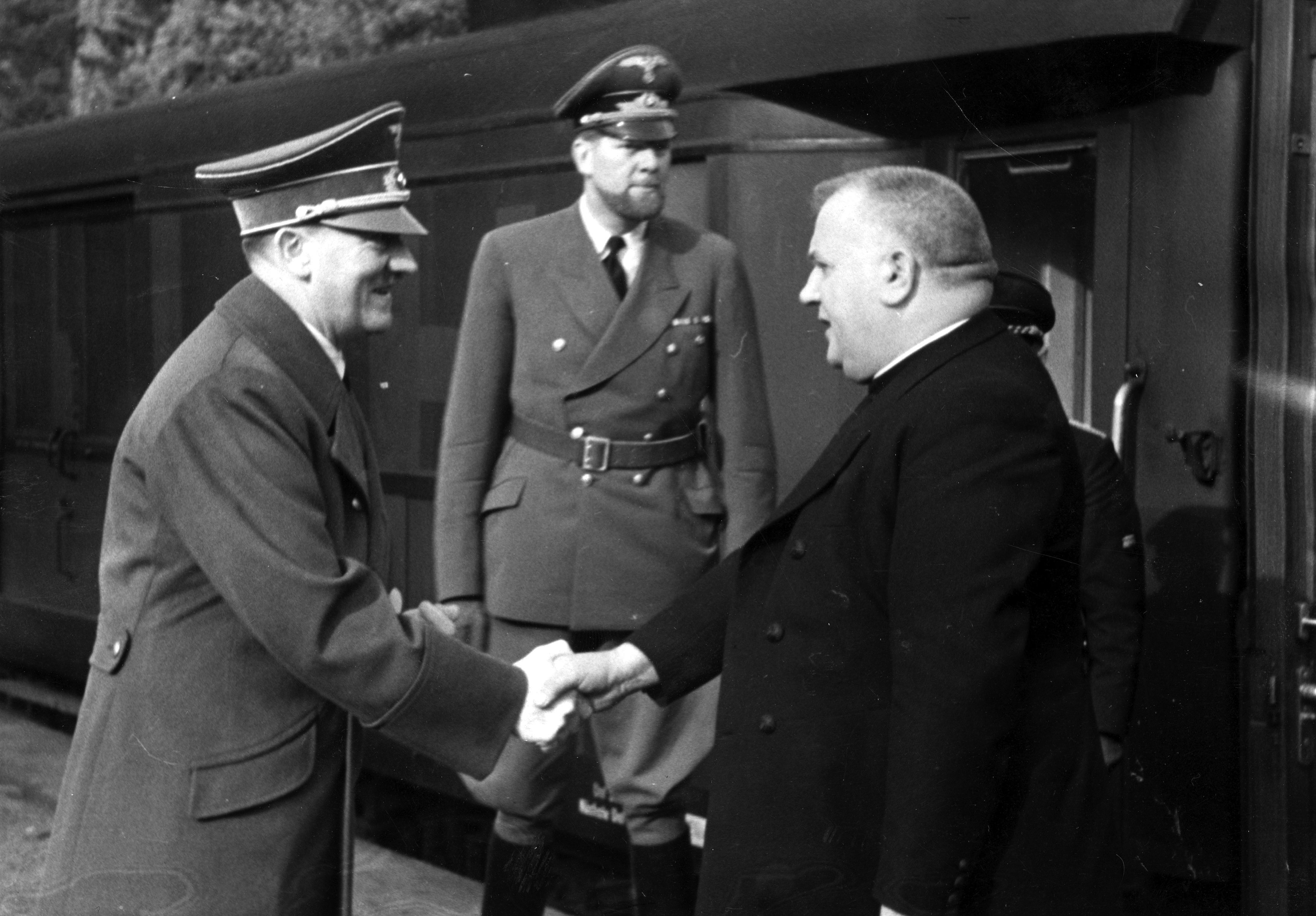
Staatspräsident Jozef Tiso in Berlin, 1941

### In der Tschechoslowakei und der Slowakei
In den slowakischen nationalen Parteien seit 1913 waren Geistliche meist deren Vorsitzende, so Andrej Hlinka in der von ihm gegründeten Volkspartei und Martin Rázus in der protestantischen Nationalpartei. Der Priester Jozef Tiso wurde 1939 auch erster Staatspräsident der unabhängigen Slowakei, ein Vasallenstaat des NS-Staates. Die meisten im Land lebenden Juden wurden bis 1945 ermordet.
Seit 1945 wurden alle Religionen in der Tschechoslowakei eingeschränkt, viele Bischöfe, Priestern, Ordensmitglieder aber auch Laien waren verhaftet, manche auch ermordet. Seit 1989 gibt es wieder Religionsfreiheit.
2016 wurde ein Gesetz verabschiedet, das die Anforderungen an neue Religionsgemeinschaften für eine gleichberechtigte offizielle Anerkennung von vorher 20.000 Mitgliedern mit einem ständigen Aufenthaltsrecht im Land auf 50.000 Personen angehoben. Kritiker sehen darin die Absicht, dem Islam eine solche Anerkennung unmöglich zu machen.